# المرأة في الثورة الأمريكية

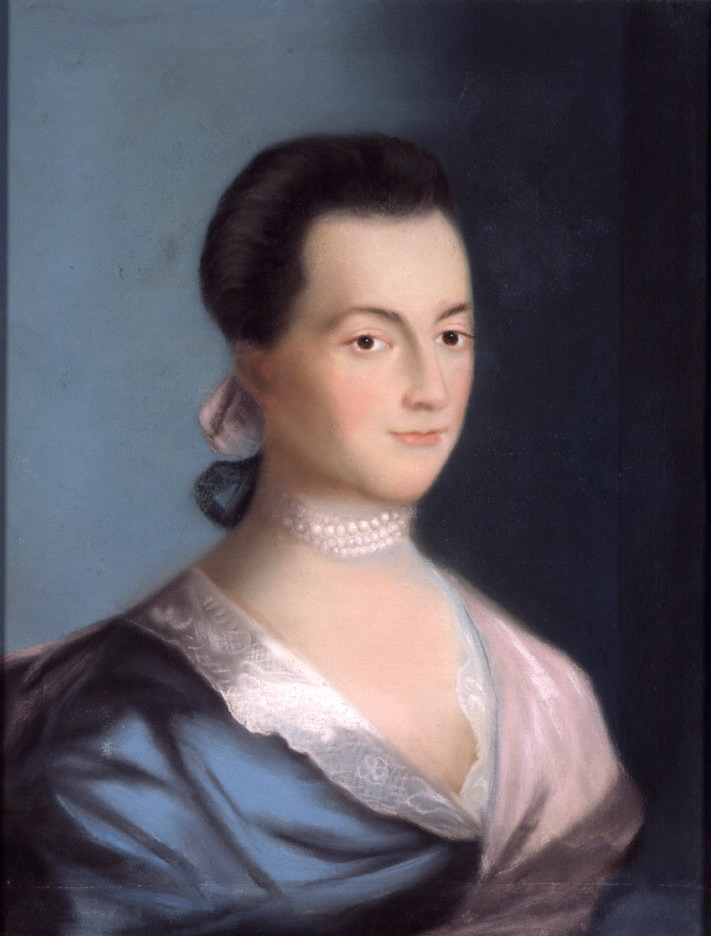

لعبت المرأة أدوارًا مختلفة في الثورة الأمريكية، بناءً على وضعهن الاجتماعي (إذ كان العِرق عاملاً مهمًا) وآرائهن السياسية. اندلعت الثورة الأمريكية بعد فرض بريطانيا قوانين وقرارات قسرية لا تُطاق في مستعمراتها. ناهض الأمريكيون هذه القوانين بإقامة مؤتمر قاري وأخذ قرار الدخول في حرب مع البريطانيين. لم يكن بقدرة الحرب أن تستمر وتتقدم كما فعلت دون الدعم الإيديولوجي الواسع، وكذلك المادي من قِبل سكان المستعمرات، إناثًا وذكورًا على حد السواء. رغم عدم شمل النساء في السياسة الرسمية، فالسلوكيات المنزلية العادية أصبحت جوهرية، واهتممن بالأمور السياسية، وذلك لانخراط المرأة ومواجهتها للثورة. وأظهرن العديد من المواقف المتمثلة في توقف الأنشطة اليومية السابقة، مثل شرب الشاي البريطاني أو طلب الملابس من بريطانيا، واشتدت معارضة الاستعمار خلال السنوات التي سبقت الحرب وأثناءها.
على الرغم من إثارة الحرب مسألة مدى وطنية المرأة، فقد أثبتت النساء في المستعمرات المنفصلة، قدرتهن على إثبات وطنيتهن. عبّرت النساء عن دعمهن للثورة بشكل رئيسي من خلال إتقان المهن النسائية التقليدية في المنازل والمُساعدة في تحسين الاقتصاد المحلي والمشاركة في أعمال أزواجهن وآبائهن. شاركت النساء في تحسين الاقتصاد المحلي عن طريق مقاطعة البضائع البريطانية وإعداد الطعام للجنود والتجسس على البريطانيين والتنكر في زيٍّ رجالي للعمل مع القوات المسلحة. أثّرت الحرب أيضًا على حياة النساء اللاتي بقين مواليات للتاج، أو كن محايدات سياسيًا، فقد كان التأثير مدمرًا في كثير من الحالات.

## النساء الأمريكيات الأوروبيات

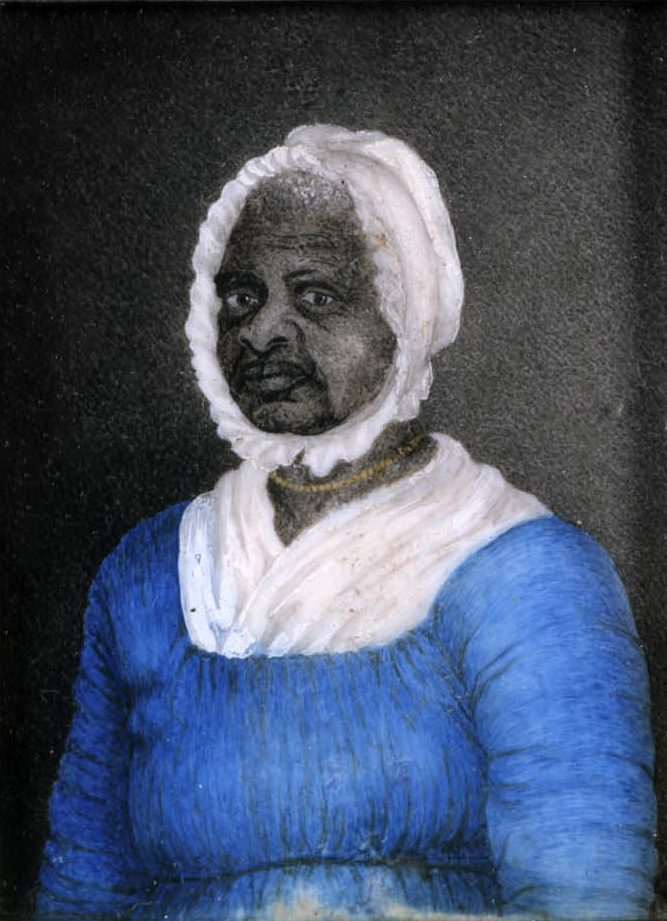
موم بيت، المعروفة أيضًا باسم إليزابيث فريمان

### دعم النساء للحراك المحلي

#### حركة نسيج الصوف
كانت النساء في الأغلب خلال عصر الثورة، المسؤولات عن إدارة الأمور المالية للأسرة. فحاولت النساء القيام بأنشطة من شأنها تحسين المنتوج المحلي وبذلك تحسين الاقتصاد الداخلي للبلاد، فعملن على إنشاء حركة نسيج الصوف المتمثلة في صناعة الملابس في منازلهن لأفراد العائلة، بدلًا من ارتداء أو شراء الملابس المصنوعة من مواد بريطانية مستوردة. واصلت النساء الوطنيات تقاليدهن القديمة في النسيج وجعلنها متوفرة للجميع. بالإضافة إلى مقاطعة المنسوجات البريطانية، خدمت حركة نسيج الصوف الجيش القاري من خلال إنتاج الملابس والبطانيات اللازمة. يعود الفضل لأصغر شقيقة لبنجامين فرانكلين، جين ميكوم، التي تمتلك أفضل وصفة للصابون، والتي قدمت أيضًا تعليمات حول كيفية بناء الأشكال التي يُصنَع بها الصابون. كان ارتداء «ملابس من صنعك وغزلك» أو «ملابس من نسيج الصوف»، طريقة فعّالة للتعبير عن الدعم للقضية الوطنية.

#### عدم الاستيراد وعدم الاستهلاك
تعددت حركات الاستهلاك المُشابهة لحركة الغزل والنسيج الأمريكي، التي أصبحت تمثل آلية لمقاومة المستعمر البريطاني. أصبحت إستراتيجية عدم الاستيراد وعدم الاستهلاك، سلاحًا فتاكًا في ترسانة حركة المقاومة الأمريكية ضد الضرائب البريطانية. لعبت النساء دورًا رئيسيًا في طريقة التحدي هذه من خلال استنكار استعمال الحرير والساتان والكماليات الأخرى لصالح الملابس المنزلية المصنوعة عمومًا عن طريق الغزل والحياكة، ما بعث برسالةٍ قوية للتعبير عن التعاون والاتحاد ضد القمع البريطاني. وجه كريستوفر جادسدن في عام 1769، نداءً مباشرًا إلى نساء المستعمرات، قائلًا: «إن خلاصنا السياسي، في هذه الأزمة، يعتمد كليًا على الاقتصاد الذي يكون أكثر صرامة، ويمكن للمرأة بصلاحيتها أن تتولى المسؤولية الرئيسية لذلك». (جادسدن للمزارعين ومعلمي الحيل وأصحاب الحقوق الحرة في مقاطعة ساوث كارولينا، لا توجد أية مخاوف بشأن استيراد المصنوعات البريطانية، 22 يونيو 1769).
وبما أنهن المسؤولات عن ميزانية العائلة، استخدمت ربات البيوت قوتهن الشرائية لدعم القضية الوطنية. رفضت النساء شراء السلع المُصنّعة في بريطانيا للاستخدام المنزلي. على سبيل المثال، كانت مقاطعة الشاي وسيلة لطيفةً نسبيًا لتعريف المرأة بنفسها وبعائلتها، باعتبارها جزءًا من الحرب الوطنية. في حين أن حادثة حفل شاي بوسطن لعام 1773 هي أكثر ظاهرة مُعترف بها على نطاق واسع لخيانة هذه المقاطعة، من المهم الإشارة إلى أنه لسنوات سابقة لهذه الحفلة، رفضت النساء الوطنيات استهلاك نفس المنتج البريطاني لأسبابٍ سياسية وطنية. يمثل حفل شاي إدينتون، واحدًا من أول الإجراءات السياسية الدعائية المنسقة من قبل النساء في المستعمرات. وقّعت 51 امرأة في إدينتون بولاية نورث كارولينا، اتفاقًا رسميًا للموافقة على مقاطعة الشاي والمنتجات البريطانية الأخرى وأرسلنه إلى الصحف البريطانية. امتدت المقاطعات المماثلة لتشمل مجموعة متنوعة من السلع البريطانية، واستبدلت النساء السلع بسلع أخرى مماثلة صُنعت في أمريكا. على الرغم من اعتماد هذه «المقاطعة غير الاستهلاكية» على السياسة الوطنية (التي قادها الرجال)، فإن النساء هن اللاتي وضعن هؤلاء القادة في مناصب حكمهم وساعدن الثورة على التقدم.
أصبح شراء المنتجات الأمريكية خلال الثورة لفتة وطنية. وأيضًا بطريقةٍ مماثلة أصبح الاقتصاد في الإنفاق (عفة أنثوية جديرة بالثناء قبل سنوات الثورة) بيانًا سياسيًا إذ طُلب من الأسر التبرع للمساعي زمن الحرب.

#### الأنشطة المدنية الأخرى
تتجاوز دعوة النساء لدعم المجهود الحربي، مساهمات الاقتصاد الأسري الذي كُنَّ مسؤولات عنه، كما طُلب من النساء وضع بيوتهن للخدمة العامة لإيواء الجنود الأمريكيين. ساعدت النساء القضية الوطنية من خلال إنشاء منظمات مثل جمعية السيدات في فيلادلفيا. جمعت نساء فيلادلفيا أموالًا لمساعدة الجهود الحربية الأمريكية، وقدمتها مارثا واشنطن مباشرة إلى زوجها الجنرال جورج واشنطن. اتبعت ولايات أخرى فيما بعد المثال الذي وضعته استير دي بيرت (زوجة حاكم ولاية بنسلفانيا، جوزيف ريد) وسارة فرانكلين باش (ابنة بنجامين فرانكلين). جمعت المستعمرات في عام 1780، أكثر من 300,000 دولار عن طريق هذه المنظمات التي تديرها النساء. كتبت ميرسي أوتيس وارن مسرحيات ساخرة عن المسؤولين البريطانيين المحليين مثل الحاكم توماس هاتشينسون والمحامي العام جوناثان سيول. كتبت الشاعرة هانا غريفتس بيوت شعر لحث نساء بنسلفانيا على مقاطعة البضائع البريطانية. نشرت كلتاهما أعمالهما تحت اسم مجهول.
تسببت الثورة في نقص كمية الغذاء ورفع الأسعار. كانت النساء من بين مثيري الشغب الذين قاموا بأكثر من 30 غارة على المستودعات بين عامي 1776 و1779، للاستيلاء على بضائع التجار الذين اعتبروا سعرها غير معقولاً. خرجت مجموعة من النساء في بوسطن في مسيرة إلى مستودع، كان يرفض صاحبه بيع القهوة. فاقتربوا منه، وأجبروه على تسليم المفاتيح، و«صادروا» القهوة.

### أتباع  بالمعسكر
كانت بعض النساء غير قادرات اقتصاديًا على إعالة أسرهن في غياب أزواجهن فتمنّين أن يكن بجانبهم. كانت هذه النساء اللواتي يُعرفن باسم أتباع المعسكر، يتبعن الجيش القاري، لخدمة الجنود والضباط، فعملن غاسلاتٍ وطاهياتٍ وممرضات وخياطات وكانسات وأحيانًا جنودًا وجاسوسات. ساعدت هؤلاء النساء بجعل معسكرات الجيش تعمل بسلاسة أكبر. وكان هناك حضور قوي لبائعات الجنس أيضًا، لكن أثار هذا قلق القادة العسكريين، خاصةً بسبب احتمالية انتشار الأمراض التناسلية. زارت زوجات بعض كبار الضباط (مارثا واشنطن، على سبيل المثال) المعسكرات بشكلٍ متكرر. كانت قيمة النساء الثريات في الجيش، رمزية أو روحانية، على عكس النساء الأفقر ماديًا والأدنى طبقيًا، فقد كان دورهن ماديًا. كان وجودهن بمثابة إعلان يُثبت تقديم الجميع بتضحيات من أجل قضية الحرب. اختلفت الادعاءات حول خروج 20 ألف امرأة  في مسيرة مع الجيش مع ادعاءات أخرى أكثر تحفظًا، تقول إن الإناث شكلن 3% فقط من سكان المخيم. انضمت النساء إلى أفواج الجيش لأسباب مختلفة: الخوف من الجوع والاغتصاب والشعور بالوحدة والفقر - أو ليكون الجيش ملاذهن الأخير أو لمرافقة أزواجهن.